# Sternfield
Sternfield is een civil parish in het Engelse graafschap Suffolk.